# David Frölich
Pour les articles homonymes, voir Frölich.
David Frölich, né à Késmárk en 1595 et mort à Lőcse le 24 avril 1678, est un naturaliste et géographe, auteur de la première géographie systématique du royaume de Hongrie et d'un guide encyclopédique de plusieurs pays d'Europe.

## références
1. ↑  « FILIT  OTVORENÁ FILOZOFICKÁ ENCYKLOPÉDIA David Frölich »